# The Ladybirds
The Ladybirds (traducible al español como Las mariquitas) fue el nombre de un grupo musical femenino de los años 60 y 70, conocido por actuar en topless cuando incluso el hecho de que un varón apareciese sobre un escenario desnudo de cintura arriba se consideraba un gesto de mal gusto.

## The Ladybirds (Estados Unidos)
The Ladybirds fue una banda estadounidense femenina fundada en San Francisco (California) por el promotor artístico Davey Rosenberg a principios de 1966, lo que las hace ser consideradas como las iniciadoras del bum de las denominadas «bandas toples» en Estados Unidos, primero, y Canadá, vigente hasta mediados de los años 70.
Aunque en realidad eran seis chicas, en las fotografías salen solo cinco, ya que Marcelle y Deborah nunca aparecieron juntas en la misma imagen.
Antes de formar el grupo, todas trabajaban como «camareras toples» en North Beach (San Francisco) por un sueldo aproximado de 13 dólares la noche.

### Carrera artística
En mayo de 1966, comienzan a actuar en el Tipsy Club de North Beach.
Después de catorce meses en el establecimiento, firman un contrato de cuatro semanas (contadas a partir del 13 de julio de 1967) con el Crystal Room de Nueva York. Utilizan para ello diminutos minivestidos de malla plateados, que dejan ver totalmente los pechos. Al final de la primera actuación, que duró más de una hora, son denunciadas por la Policía, acusadas de «emplear un atuendo inapropiado», quien les exige que, en lo sucesivo, se cubran los pezones con pezoneras. El impacto mediático fue tal que numerosos medios periodísticos de todo el país se hicieron eco de la noticia, despertando el interés sobre la banda. 
En agosto, se produce un nuevo escándalo, esta vez durante su actuación junto al cómico y actor Godfrey Cambridge en el conocido hotel casino Aladdin de Las Vegas. La noche del debut, el delegado de la Musicians Protective Union en la ciudad le dijo a los responsables del hotel que o les ponían blusas a las chicas o despedía inmediatamente a todos los miembros del sindicato que, en ese momento, estaban trabajando en el hotel, pese a lo cual, la banda siguió mostrando los pechos, conforme a lo previsto. Más parte, un portavoz del establecimiento declaró que el grupo volvería a actuar de la misma manera ya que la sede local de la organización había sido clausurada.
A propósito del incidente, cierto reportero hizo el siguiente comentario:

La última contribución de Las Vegas a la difusión de la cultura es una banda de chicas en toples, que ha incrementado notablemente el interés del público por la música.

En 1968, recorren Estados Unidos y Canadá, entre cuyos espectáculos cabe mencionar los celebrados en el Blue Bunny Club de Hollywood, el Carousel Club de Toledo (Ohio), la Friars Tavern de Toronto, el Isy's Supper Club de Vancouver, el Town Country de Winnipeg o la Chez Paree de Montreal, entre otros.
En los primeros meses de 1969, actúan en el Casino Terraza de Ciudad de México, a razón de 4000 dólares por noche. Según un artículo publicado en el Reading Eagle, las artistas fueron expulsadas del escenario por funcionarios del Gobierno mexicano, que les dijeron que se «pusieran las camisetas y se fueran a sus casas».
De regreso a Estados Unidos, exactamente el 27 de mayo de 1969, son arrestadas inmediatamente después de su debut en el Kitty Kat Korner, un club nocturno ubicado en Fort Walton Beach (Florida), en el que iban a actuar durante dos semanas, acusadas de «conducta desordenada».
Una de las notas periodísticas más tardías dedicadas al grupo aparece en el Toledo Blade de 22 de junio de 1970: «Son entretenidas y son geniales», dice el anuncio.
Se sabe también por la prensa que, un mes después, el teniente Kolomyjec de la Patrulla de Caminos del condado de Wayne ordenó que fuesen expulsada del lugar en que se inauguraba un lavadero de coches en Northville Township (Míchigan). Lo sorprendente del caso fue que, en esta ocasión, aparecieron con los pechos tapados debido a la esperada presencia de niños en el evento.
Su actuación en el Blue Bunny Club de Hollywood se recoge en la película The Wild, Wild World of Jayne Mansfield, estrenada en Austria en julio de 1969.

## The Ladybirds (Dinamarca)
The Ladybirds fue una banda danesa femenina fundada en Copenhague por el excomponente de The Strangers Pierre Beauvais a comienzos de 1968, dentro de los postulados «naturistas» propios del movimiento hippie de la época y la tradicional tendencia a ver con naturalidad la desnudez de los países nórdicos.

### Componentes
El cuarteto inicial estaba formado por Naomi Frandsen (conocida artísticamente como Michelle Beauvais, voz), Stine Æbeltoft (Janette, considerada como la primera gogó que actuó desnuda de cintura para arriba en Dinamarca, bajo), Margit Nellemann Andersen (Sussi, antigua componente de Les Filles, guitarra) y Hanne Mattson (exintegrante de la banda Girls Group, batería).
Unos meses después, Hanne (la más reacia a mostrar sus pechos en público) abandonó el grupo, siendo reemplazada por Bonni, cuyo verdadero nombre era Lonni Andersen. Margit se retiró del mundo artístico en 1970.
Las siguientes formaciones incluyeron a Michelle Deslatte, Pia Thurland, Puk Birgit Petersen, Katja Olsen, Brigitte, Susanne Petersen, Sussie Johannesen, Marianne Hall Frederiksen, proveniente de la banda femenina Cheetas, Marianne Ludvigsen…, hasta un total de ciento cincuenta chicas.

### Actuaciones
El 29 de julio de 1968, ofrecen dos breves conciertos en el Star Hall (Stjernesalen) de la ciudad noruega de Bergen, en los que interpretan temas de The Hollies y The Supremes. Según el periódico local Dagbladet del día siguiente (30), ambos fueron vigilados por la Policía en prevención de posibles altercados. A la pregunta sobre cómo había reaccionado el público noruego ante «toda esa desnudez desconocida y bien formada», Michelle Beauvais respondió que incluso las mujeres que asistieron a los conciertos parecieron aceptarla. «Tal vez en otro sitio [dijo Sussi] hubiésemos salido con más ropa» (30 jul. 1968. The Dagbladet, pp. 1-2).
En la misma entrevista, declaran:

¿Por qué una banda de chicas con los pechos al aire? 
Al principio, nos reíamos a carcajadas cuando los hombres nos miraban de arriba abajo con la boca abierta. Hoy están un poco más acostumbrados. Además, las actuaciones de chicas en toples, sobre todo en verano, no son nada nuevo.
¿No tenéis "reparos morales" a la hora de actuar casi desnudas?

- No, ¿por qué habríamos de tenerlos?

Los días 7 y 8 de septiembre, presentan dos nuevos shows, esta vez en Dinamarca, con ocasión de la gira por los países nórdicos del grupo británico The New Yardbirds, conocido más tarde como Led Zeppelin. Poco después, se presentan en el Fjordvilla Club de Roskilde, donde actúan en cinco ocasiones.
En los cinco o seis años siguientes, el grupo, que ahora se anuncia como The Ladybirds Music Show y goza ya de cierta fama internacional, realiza largas giras de conciertos por Europa, entre los que cabe destacar los realizados en el KB-Hallen de Copenhague, el Olympia Halle de Munich, Berlín, Dortmund, Maastricht, el Stadthalle de Bremen, un cierto club nocturno de Plymouth (Inglaterra), donde, en diciembre de 1968, dos representantes de la ciudadanía convocaron una reunión con el único objetivo de tratar de evitar que las cuatro chicas (Michelle Beauvais, Margit Andersen, Bonni Andersen y Puk Birgit Petersen) «violaran su pudor»; el Morecambe Bowl de Lancashire o, muy especialmente, el celebrado el 22 de marzo de 1973 en el Granary Hotel de Bristol, en el que una de las componentes de la banda se quedó totalmente desnuda tras quitarse la parte inferior del bikini de cuero blanco que lucía hasta ese momento, que le regaló como recuerdo a uno de los chicos de la primera fila que más admiración habían mostrado por el grupo a lo largo de todo el evento.
Actuaron por última vez en Chipre en 1986.

### Galería de imágenes
The Ladybirds visitan Bergen (Noruega) en julio de 1968
Michelle Beauvais, Sussi, Jeanette y Lonni Andersen (Bonni)
|  |
|  |

|  |
|  |

|  |
|  |

|  |
|  |

|  |
|  |

|  |
|  |

|  |
|  |

|  |
|  |

|  |
|  |

|  |
|  |

|  |
|  |

|  |
|  |

|  |
|  |

|  |
|  |

|  |
|  |

|  |
|  |

|  |
|  |

|  |
|  |

|  |
|  |

|  |
|  |

|  |
|  |

|  |
|  |

|  |
|  |

|  |
|  |

|  |
|  |

|  |
|  |

## Bandas relacionadas

### Años 1960/70
- Eight of a Kind (Canadá). De 1970 a 1972, actuaron entre otros escenarios en el Sportsmens Lounge de Coralville (Iowa) o el Hawaiian Lounge de Montreal (Canadá).

- The Bare Ones (Canadá). Vinculada desde su formación en 1970 al municipio de Biddulph (Ontario), más concretamente al Orange Shillelagh, reclamaron el derecho a ser reconocidas como la primera banda de chicas canadienses que actuaron sin ropa de cintura para arriba. A mediados de 1970, debutaron en Toledo (Ohio), de donde fueron deportadas por «exposición indecente». Donna Jackson, líder del grupo, declaró el 12 de junio a la Montreal Gazette que actuar en toples era solo un truco (parte del negocio), que lo que más le importaba era seguir presentado buena música y que, en todo caso, no le gustaría que el asunto trascendiese «más allá de ir con las tetas al aire».
- The Hummingbirds (Estados Unidos, 1967-74). Se creó como una forma de sustituir a The Ladybirds durante una de sus numerosas giras. Estuvo formada por Angel Walker, conocida artísticamente como Satan's Angel (San Francisco (California), 18 de septiembre de 1944, bajo),[17] Joanne Barbetta (voz), Merry Richardson (guitarra), Jean Randisi (guitarra) y Rene Venem (batería).

Tocaron en lugares de Estados Unidos como el Tomboy Club de Miami, el Hungry Eye de Indianápolis o el Hotsy Totsy Room de Dearborn (Míchigan), entre otros.
Sobre la permanencia de la banda, Merry Richardson, una de sus componentes, se pregunta:

[El toples] es, por ahora, un truco maravilloso; pero, ¿qué va a ser de nosotras cuando todas podamos ir por la calle con los pechos desnudos?

A lo que Jean Randisi añade:

Nuestros espectáculos no van a durar mucho. La "desnudez" se va infiltrando poco a poco en la vida cotidiana. Cada vez se ven más escotes bajos, más blusas, más vestidos de noche transparentes…

Entre sus conciertos más sonados, cabe destacar el celebrado el viernes 25 de octubre de 1974 en el club nocturno conocido como Billy's Button Room, ubicado en Tiverton (Rhode Island), hasta el que se desplazaron tres canales de televisión, numerosos reporteros, así como unos cuatrocientos clientes que abarrotaron el local. Tras la denuncia presentada ante el Tribunal Superior de Justicia de Providence por representantes del funcionariado y el clero, terminó realizándose a puerta cerrada.
No obstante, la «actuación» que más repercusión mediática tendría a lo largo de toda su carrera fue lo ocurrido cinco años antes, más exactamente el jueves 26 de junio de 1969, ante cientos de personas que, a la hora del almuerzo, circulaban por la céntrica Wall Street de Nueva York, con ocasión de dar a conocer al público un resort, lo que atrajo inmediatamente el interés de los viandantes, sobre todo masculinos.
En este contexto, todo transcurría con normalidad hasta que alguien gritó: «¡Quítatela!», tras lo que las chicas comenzaron a desprenderse de su ropa, subidas sobre el techo de una furgoneta, como puede apreciarse en una imagen publicada por The Nasnville Tennssean al día siguiente (27, p. 17), quien califica el suceso de «concierto sin humos, sin sostenes y sin esperanza», y a tocar sus instrumentos. La escena no pareció agradar a un cierto grupo de jóvenes ejecutivos, que empezaron a increpar a las artistas, que tuvieron que abandonar el lugar precipitadamente.
- The Naughty Ladies (Estados Unidos). Proveniente de Willis (Massachusetts), estuvo formada por Sharon Denning, Susan Chase, su hermana Sandra y su prima Shannon. A los seis meses de constituirse como grupo, el 11 de febrero de 1972, debutaron en el Frame Lounge, cerca de Pikeside (Virginia Occidental), siendo arrestadas por la Policía y obligadas a pagar una multa de 100 dólares cada una por «exposición indecente».
- The Sweethearts (Dinamarca). Fundada hacia 1968 por Pierre Beauvais, permaneció activa hasta 1984. Inicialmente, estuvo formada por Toni y Lana (jamaicanas), Lonni y Mary-Ann (danesas). La temporada 1968-9, debutaron en la Feria de la Pornografía de Copenhague, Londres, Las Vegas, Viena, Japón, Essen y en el Intermezzo (Munich).

Durante su gira alemana de 1970, las nuevas componentes de la banda (Cynthia Dunkley, Bonni Andersen, Bente Skogstrøm y Ellen Waler) se pasearon desnudas de cintura para arriba por las calles más céntricas de Straubing (una población de unos 38 000 habitantes, situada en la Baja Baviera). Ante las quejas de muchos ciudadanos en la creencia de que se estaba «violando su pudor», fueron detenidas por la Policía y suspendido el concierto previsto para esa noche. No ocurrió lo mismo en Dorfen, donde fueron recibidas con verdadero entusiasmo, o en Karlsruhe (1968. Daily Girl 2, n.º 3), donde «los fanáticos espectadores les arrancaron hasta la última prenda, de recuerdo».
Al año siguiente, sus pechos desnudos desencadenaron otro escándalo, esta vez a raíz de su actuación en la discoteca Rose de Seedorf (Baja Sajonia). El pastor Albert Seibold instó a sus feligreses a que evitaran entrar en semejante «antro», estos se quedaron en sus casas, a lo que el dueño del local, Anton Breuer, respondió denunciando al pastor por «daños a su negocio».

### Años 1980-presente
- The Soap Girls o The SoapGirls (Sudáfrica).